# Charles de Saint-Pol
Charles de Saint-Pol (właściwie: Charles Jeanroy) był Francuzem pracującym w polskiej dyplomacji królewskiej w XVIII wieku.

## Życiorys
W czerwcu 1769 roku Stanisław August Poniatowski wysłał go do Paryża po wsparcie dyplomatyczne wobec Rosji. Misja nie spełniła jednak pokładanych w niej nadziei.